# Papilio karna
Papilio karna är en fjärilsart som beskrevs av Felder 1864. Papilio karna ingår i släktet Papilio och familjen riddarfjärilar. Inga underarter finns listade i Catalogue of Life.